# Serart
SerArt — совместный альбом  фронтмена группы System of a Down Сержа Танкяна и армянского мультиинструменталиста Арто Тунчбояджяна. Альбом был выпущен 6 мая 2003 года на лейбле Serjical Strike Records. В 2009-м был переиздан в ремастированной делюкс-версии с добавлением двух бонусных композиций.

## Список композиций
| №   | Название                                                                           | Автор(ы)                         | Длительность |
| --- | ---------------------------------------------------------------------------------- | -------------------------------- | ------------ |
| 1.  | «Intro»                                                                            | Серж Танкян                      | 0:38         |
| 2.  | «Cinema»                                                                           | Танкян                           | 3:59         |
| 3.  | «Devil's Wedding»                                                                  | Арто Тунчбояджян                 | 4:08         |
| 4.  | «The Walking Xperiment»                                                            | Танкян                           | 3:33         |
| 5.  | «Black Melon»                                                                      | Тунчбояджян                      | 3:36         |
| 6.  | «Metal Shock»                                                                      | Тунчбояджян                      | 0:31         |
| 7.  | «Save the Blonde»                                                                  | Танкян                           | 3:14         |
| 8.  | «Love is the Peace»                                                                | Тунчбояджян                      | 2:32         |
| 9.  | «Leave Melody Counting Fear»                                                       | Танкян                           | 3:45         |
| 10. | «Gee-Tar»                                                                          | Танкян                           | 1:11         |
| 11. | «Claustrophobia»                                                                   | Танкян                           | 1:36         |
| 12. | «Narina»                                                                           | Тунчбояджян, Дженна Росс         | 5:31         |
| 13. | «Zumba»                                                                            | Тунчбояджян                      | 0:53         |
| 14. | «Facing the Plastic»                                                               | Танкян                           | 3:46         |
| 15. | «If You Can Catch Me»                                                              | Тунчбояджян                      | 1:03         |
| 16. | «I Don't Want to Go Back Empty-Handed»                                             | Тунчбояджян                      | 4:08         |
| 17. | «Facing the Plastic» (Mindless Self Indulgence Remix) (Deluxe Edition Bonus Track) | Танкян, Mindless Self Indulgence | 3:56         |
| 18. | «Narina» (Bill Lawell Remix(Deluxe Edition Bonus Track)                            | Тунчбояджян, Ross                | 3:50         |